# Julius Adam (Mediziner)
Julius Adam (* 22. August 1862 in Lissa, Provinz Posen; † 25. Oktober 1942 im Ghetto Theresienstadt, Protektorat Böhmen und Mähren) war ein deutscher Arzt und Verbandsfunktionär.

## Leben
Seine Eltern waren Mathilde, geborene Mamlock und der Kaufmann Michael Jacob Adam. Nach dem Schulabschluss schrieb sich Adam im Jahr 1881 an der Medizinischen Fakultät der Universität Leipzig ein. 1882 und 1884 studierte er an der Universität Würzburg. 1886 wurde ihm in Leipzig die Approbation erteilt. Im selben Jahr schloss er dort seine Promotion erfolgreich ab. In der von ihm angefertigten Dissertation befasste er sich mit Anomalien des Beckens.
Nach Abschluss des Studium 1886, arbeitete er als Assistenzarzt am Israelitischen Krankenhaus in Hamburg. In dieser Zeit verstarb sein Vater. An das Jahr am Israelitischen Krankenhaus schloss sich ein Jahr ärztlicher Tätigkeit in Altona an. 1888 erhielt Adam in Charlottenburg sein Befähigungszeugnis als Assistenzarzt II. Im Folgenden zog er nach Hamburg und eröffnete eine Arztpraxis im Stadtteil St. Pauli; diese bestand fünf Jahrzehnte lang. 1897 erwarb Adam die Hamburger Staatsbürgerschaft. Adam arbeitete außer als Niedergelassener Arzt auch als Polizei- und Vertrauensarzt für die Krankenversicherungsbehörde.

### Soziales Engagement
Adam war Mitglied der Patriotischen Gesellschaft von 1765. Auch gehörte er der 1909 gegründeten Steinthal-Loge an. Seinen Militärdienst leistete Adam als Assistenzarzt 1. Classe der Reserve ab. Er initiierte die Witwenkasse seines ehemaligen Offiziersvereins sowie Kriegskameradschafts-Regimentsvereins.
An der 1919 erfolgten Gründung der Vereinigung der Kassenärzte Groß-Hamburgs wirkte er maßgeblich mit. Diese machte es sich zur Aufgabe, die bis dhin uneinheitlichen Honorare und die gegebene Arbeitsverteilung der Ärzte gerechter zu regeln. Zeitweilig war Adam Vorsitzender der Vereinigung.

## Entrechtung und Verfolgung
Als n wurde Julius Adam 1933 aus der Kassenärztlichen Vereinigung ausgeschlossen. Ausschließlich Privatpatienten durfte er nach der Nationalsozialistischen Machtübernahme weiterhin behandeln. 1933 wurde er, wie alle jüdischen Mitglieder, aus dem Kunstverein in Hamburg ausgeschlossen. 1935 schloss ihn die Patriotische Gesellschaft wegen seiner jüdischen Herkunft als Mitglied aus. Im selben Jahr gab Adam seine Praxis in Hamburg auf und reiste in die Vereinigten Staaten. 1936 kehrte er nach Hamburg zurück. 1938 wurde ihm, wie auch allen anderen jüdischen Ärzten, die Approbation entzogen. Ende Oktober 1938 erfolgte die Verhaftung des nunmehr 76-jährigen Julius Adam und seine Überstellung in das Untersuchungsgefängnis Holstenglacis wegen Heimtücke. Aus dem Gefängnis heraus hatte er die Judenvermögensabgabe zu leisten. Ein Jahr blieb Adam in Haft. 1939 wurde er wegen versuchter Rassenschande zu neun Monaten Gefängnis verurteilt. Durch die vorangegangene Untersuchungshaft galt die Strafe als verbüßt. Er wurde aus der Haft entlassen. 1940 erließen die Nationalsozialisten gegen Julius Adam eine Sicherungsanordnung. Damit konnte er nicht mehr frei über sein Vermögen verfügen. Im selben Jahr entzog ihm die Universität in Leipzig seinen Doktortitel aufgrund der zuvor erfolgten Verurteilung wegen sogenannter versuchter Rassenschande. Die Hintergründe der Anschuldigungen sind aktenmäßig nicht mehr nachvollziehbar. Tatsache ist, dass Julius Adam 1940 einen sogenannten Liquidationsvertrag unterschreiben musste, der seine Wohnung und seine aus mehr als 100 Gemälden bestehende Kunstsammlung mit Ausnahme von dreizehn Werken in das Eigentum seiner Haushälterin übergehen ließ, die mehr als drei Jahrzehnte für ihn tätig gewesen war. Julius Adam wohnte 1940, mit geringen finanziellen Mitteln ausgestattet, in einem jüdischen Altenheim in Hamburg-Fuhlsbüttel, im Mendelson-Israel-Stift. Wegen des Versuchs, die ihm zugesprochenen Bilder zu verkaufen, wurde er 1940 erneut inhaftiert. Der Vorwurf lautete, er habe gegen Devisenbestimmungen verstoßen und seine Bilder unrechtmäßig veräußert.
Am 19. Juli 1942 erfolgte die Deportation von Julius Adam und 22 weiteren Bewohnern des Mendelson-Israel-Stifts in das Ghetto Theresienstadt. Am 25. Oktober 1942 verstarb er dort. Als Todesursache wurde Altersschwäche angegeben.

## Erinnerung

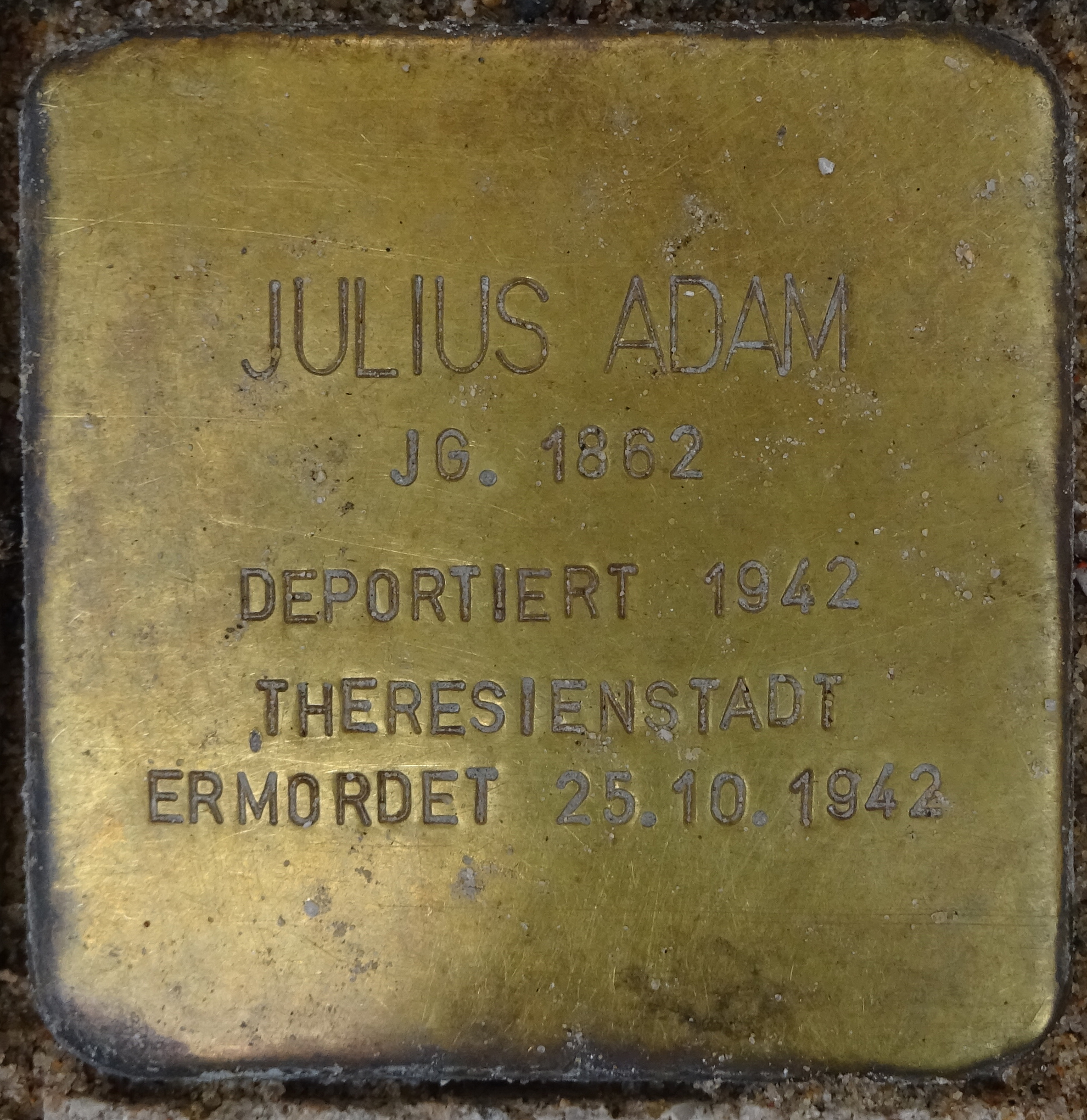
Stolperstein für Julius Adam vor der Patriotischen Gesellschaft

In Hamburg wurden drei Stolpersteine für Julius Adam verlegt: vor dem Mendelson-Israel-Stift in Fuhlsbüttel, vor der Patriotischen Gesellschaft in Hamburg-Altstadt und vor dem Gebäude des Kunstvereins in Hamburg in Hammerbrook. 